# Baard en Kale
Baard en Kale (originele Franse naam Tif et Tondu) is een Belgische stripreeks, oorspronkelijk gemaakt, geschreven en getekend door Fernand Dineur. Meerdere tekenaars en schrijvers hebben meegewerkt aan de stripreeks; de meest populaire versie werd getekend door Willy Maltaite (onder pseudoniem 'Will') met scenario's van opeenvolgens Maurice Rosy, Maurice Tillieux en Stephen Desberg.
De strip begon in 1938 in het tijdschrift Robbedoes, de laatste strip kwam in 1997 uit. De strips getekend door Will, vanaf 1949, worden nog uitgegeven door Dupuis. Eind jaren '60 verscheen de strip in het Nederlandse weekblad Sjors als Baardmans & De Kale, o.a. de serie Baardmans & De Kale en de bende van de Witte Hand.

## Plot
De strip draait om twee detectives genaamd Baard en Kale. De Franse namen zijn 'Tif et Tondu' (letterlijk "Haar" en "Geschoren") waarbij Tif naar de kale man verwijst en Tondu naar de man met baard. In het Nederlands heeft men deze verwisseling niet gemaakt: Baard verwijst wel degelijk naar de man met baard en Kale is kaal.
De twee krijgen het geregeld aan de stok met een groot aantal criminelen, waaronder de altijd gehelmde Stomp.

## Geschiedenis
Op 21 april 1938 verscheen het personage Kale, een kleine, mollige en kale man, voor het eerst in het tijdschrift Robbedoes / Spirou. Enkele weken later verscheen Baard, met een vergelijkbaar postuur maar met een baard en hoofdhaar. Vanaf 1949 nam Will het tekenen over, Dineur bleef scenarist. In 1951 stopte Dineur met het schrijven van scenario's, eerst nam Henri Gillain deze rol over, daarna Albert Desprechins. Die laatste was toen een jonge journalist die net begon bij uitgeverij Dupuis.
In 1954 werd de rol van scenarist nogmaals overgedragen, ditmaal aan Maurice Rosy. Deze laatste bedacht het personage Stomp, de vaste antagonist die een tweede adem gaf aan de stripreeks. Hij baseerde zich op het romanpersonage Fantomas en creëerde een plechtig, statig personage dat paste bij de ietwat statige stijl van Will.
Na het verhaal De schim van de Samurai uit 1958 stopte tekenaar Will tijdelijk met Baard en Kale en zijn taak werd overgenomen door tekenaar Marcel Denis, die twee verhalen schreef en tekende: Baard en Kale in Hollywood (1960) en Schiet niet op het zeepaardje (1961). Deze verhalen verschenen in Robbedoes, maar werden niet in albumvorm in de reguliere reeks uitgegeven. In het Frans verschenen ze in beperkte oplages bij alternatieve uitgeverijen en in 2019 uiteindelijk ook in een integrale versie. De Nederlandstalige uitgave verscheen in 2023 onder de titel De tussenjaren. 
In 1964 werd de reeks weer door tekenaar Will voortgezet met het verhaal Stomp in het Louvre.
Nadat Rosy Dupuis verliet, nam hij ook de rechten op het personage Stomp met zich mee. De nieuwe scenarist, Maurice Tillieux, creëerde enkele markante nevenpersonages, zoals de verleidelijke blondine Kiki en de inspecteur van Scotland Yard Fixshusset. Stephen Desberg volgde Tillieux op na diens overlijden. Hij overtuigde Rosy om de rechten op Stomp vrij te geven en vanaf 1984 trad Stomp opnieuw op als booswicht in verschillende verhalen.
In 1990 namen Denis Lapière (scenario) en Alain Sikorski (tekeningen) de rol over van Will (tekenaar) en Desberg (scenario). Die maakten er een meer alledaagse detective-stripserie van, dit in tegenstelling tot vroegere albums waar de wereld menigmaal van de ondergang gered werd. In 1997 verscheen de laatste strip.
Tussen 2014 en 2019 verscheen een driedelige spin-offreeks rond Stomp, genaamd De spoken van Knightgrave, die een prequel vormt van Baard en Kale en het ontstaan van Stomp als slechterik uit de doeken doet. Baard en Kale doen er nagenoeg niet in mee, alleen in het laatste deel, om de link met de reeks rond te maken.
In 2019 hernamen tekenaar Blutch en scenarist Robber (de broer van de tekenaar) de personages van Baard en Kale en Kiki voor een eenmalig avontuur, dat zich afspeelt halfweg de jaren 1980.

## Albums
Alleen de verhalen gepubliceerd vanaf 1954 zijn uitgegeven als albums:

### Oorspronkelijke serie
1. De schat van Alarik, 1954 (scenario Luc Bermar)
2. De Baard en de Kale in Midden-Amerika, 1954 (scenario Fernand Dineur)

### Tweede serie
1. Villa zonder zorg, 1953 (scenario Fernand Dineur)
2. De schat van Alarik, 1954 (scenario Luc Bermar)
3. Oscar en zijn geheimen, 1955 (scenario A. Desprechins)
4. De Baard en de Kale tegen de witte hand, 1956 (scenario Rosy)
5. Stomp komt terug, 1958 (scenario Rosy)
6. Hokus Pokus Pas, 1958 (scenario Rosy)
7. Spurten, 1959 (scenario Rosy)
8. Villa Long-Cri, 1966 (scenario Rosy)
9. Stomp in het Louvre, 1966 (scenario Rosy)
10. De pijlen van nergens, 1967 (scenario Rosy)
11. De rare pop, 1968 (scenario Rosy)
12. De ontwaakte Toar, 1968 (scenario Rosy)
13. De grote strijd, 1968 (scenario Rosy)
14. Het groene raadsel, 1969 (scenario Rosy)
15. Kale kaatst terug, 1969 (scenario Rosy)
16. De spookschaduw, 1970 (scenario Tillieux)
17. Tegen de cobra, 1971 (scenario Tillieux)
18. De vervloekte rots, 1972 (scenario Tillieux)
19. Uit de afgrond..., 1972 (scenario Tillieux)
20. De spoken van Cortecleyn, 1973 (scenario Tillieux)
21. De dode duiker, 1974 (scenario Tillieux)
22. Graai naar de macht, 1975 (scenario Tillieux)
23. In New York, 1975 (scenario Tillieux)
24. Avontuur in Birma, 1976 (scenario Tillieux)
25. Monster recht vooruit, 1977 (scenario Tillieux)
26. De laatste stunt, 1978 (scenario Tillieux en Desberg)
27. De bivakmutsen, 1979 (scenario Tillieux en Desberg)
28. Metamorfose, 1980 (scenario Desberg)
29. De vergeten tempel, 1981 (scenario Desberg)
30. Schaak en match, 1982 (scenario Desberg)
31. Swastika, 1983 (scenario Desberg)
32. De stunt van Stomp, 1984 (scenario Desberg)
33. Stomp 235, 1985 (scenario Desberg)
34. De schim van de samoerai, 1986 (scenario Rosy)
35. In de greep van de witte hand, 1986 (scenario Desberg)
36. Magdalena, 1987 (scenario Desberg)
37. De nieuwe orde, 1988 (scenario Desberg)
38. De verleiding, 1989 (scenario Desberg)
39. Rake klappen, 1991 (scenario Desberg, Lapière)
40. De gijzeling, 1993 (tekeningen Sikorski, scenario Lapière)
41. Geen rook zonder vuur, 1993 (tekeningen Sikorski, scenario Lapière)
42. De moordenaar van de drie zustersteden, 1995 (tekeningen Sikorski, scenario Lapière)
43. De rijke oude vrouwtjes, 1995 (tekeningen Sikorski, scenario Lapière)
44. Fort ooievaar, 1996 (tekeningen Sikorski, scenario Lapière)
45. Het raadsel van kamer 43, 1997 (tekeningen Sikorski, scenario Lapière)

### Buiten reeks
- Waar is Kiki gebleven?, 2020 (Blutch, Robber)

### Integrale reeks
Sinds 2014 wordt deze reeks gebundeld in een integrale reeks bij uitgeverij Arboris. De reeks is thematisch en dus niet chronologisch. Hoewel de reeks "integraal" wordt genoemd, zijn de eerste verhalen er niet in opgenomen. De reeks is een vertaling van een Franse reeks die sinds 2007 loopt. In 2017 startte in het Frans een nieuwe reeks die wel chronologisch is. De nieuwe serie begint met de verhalen van Will met Dineur, maar bevat eveneens niet de verhalen van Dineur van vóór Will. Beide Franse reeksen worden door Dupuis uitgegeven en zijn voorzien van een achtergronddossier.
Onderstaande tabel bevat de titels en publicatiedata van de vertaalde reeks.
| Nummer | Titel                       | Jaar | Oorspronkelijke titel       | Jaar | Auteurs                   |
| ------ | --------------------------- | ---- | --------------------------- | ---- | ------------------------- |
| 1      | Die duivelse meneer Stomp   | 2014 | Le diabolique M. Choc       | 2007 | Will, Rosy                |
| 2      | Op het spoor van de misdaad | 2015 | Sur la piste du crime       | 2007 | Will, Tillieux            |
| 3      | Getekend: Stomp             | 2015 | Signé M. Choc               | 2008 | Will, Rosy                |
| 4      | Bedrieglijke streken        | 2016 | Échec aux mystificateurs    | 2008 | Will, Tillieux, Desberg   |
| 5      | Stomp leidt de dans         | 2017 | Choc mène la danse          | 2009 | Will, Rosy                |
| 6      | Naar verre verten           | 2018 | Horizons lointains          | 2009 | Will, Rosy                |
| 7      | Internationale avonturen    | 2019 | Enquêtes à travers le monde | 2010 | Will, Tillieux            |
| 8      | De eerste avonturen         | 2020 |                             |      | Will, Ben, Dineur, Bermar |
| 9      | Raadsels buitenshuis        | 2022 | Innombrables menaces        | 2011 | Will, Desberg             |
| 10     | De tussenjaren              | 2023 |                             |      | Rosy, Marcel Denis        |
| 11     |                             |      | Le retour de Choc           | 2011 | Will, Maltaite, Desberg   |
| 12     |                             |      | Sortilèges et manipulations | 2012 | Will, Desberg, Lapière    |
| 13     |                             |      | Crimes ordinaires           | 2012 | Sikorski, Lapière         |
| 14     |                             |      | Tueurs en série             | 2013 | Sikorski, Lapière         |

Nota:
1. ↑  Dit album verscheen niet in het Frans in deze reeks, wel in de chronologische reeks, waarvan dit het eerste album is. Het album sluit echter ook aan bij de thematische reeks, omdat het geen verhalen bevat die in de andere albums zijn opgenomen.
2. ↑  Dit album verscheen niet in het Frans in deze reeks. Het album bevat de verhalen Baard en Kale in Hollywood, Schiet niet op het Zeepaardje en het niet onafgemaakte verhaal De worsten van doctor Snoss van 13 pagina's.

## Standbeeld
In 2019 werd in Terhulpen ter ere van Will een standbeeld onthuld van Stomp. Het rondpunt waarop het beeld staat, kreeg tegelijk de naam Rond-point Will, nadat ook al de bibliotheek er naar Will werd genoemd. Het beeld werd gemaakt door Joachim Jannin, zoon van stripauteur Frédéric Jannin.